# Gare d’Arpajon
Gare d’Arpajon vasútállomás és RER állomás Franciaországban, Arpajon településen.

## Vasútvonalak
Az állomást az alábbi vasútvonalak érintik:
- Párizs-Tours-vasútvonal

## Kapcsolódó állomások
A vasútállomáshoz az alábbi állomások vannak a legközelebb:
- Gare d’Égly (Gare de Dourdan - La Forêt, RER C)
- Gare de La Norville - Saint-Germain-lès-Arpajon (Gare de Saint-Quentin-en-Yvelines - Montigny-le-Bretonneux, RER C)